# Wini-Wini
Wini-Wini ist der Titel eines Foxtrotts, dessen Urfassung von dem Tahitianer Yves Roche geschrieben wurde. In der deutschen Bearbeitung von Heinz Hellmer und Wolf Petersen erreichte das Gesangstrio Tahiti-Tamourés 1963 Platz eins in den deutschen Hitlisten.

## Die Tahiti-Tamourés
Das Gesangstrio „Die Tahiti-Tamourés“ wurden Ende 1962 von dem Musikmanager Peter Meisel gegründet. Zur Frontsängerin bestimmte er die 19-jährige Manuela, die er vergeblich als Solosängerin in der deutschen Schlagerszene zu etablieren versucht hatte. Ihr zu Seite stellte er die erfahrenen Sängerinnen Charlotte Marian und Monika Grimm. Als Debüttitel wählte Meisel einen Hawaiian-Novelty-Song aus, den der tahitianische Musiker Yves Roche geschrieben hatte. Mit der Titelzeile Vini Vini hatte ihn die Gruppe „Terorotua and his Tahitians“ 1958 auf der Langspielplatte Lure Of Tahiti veröffentlicht, die von der US-amerikanischen Plattenfirma ABC-Paramount produziert worden war. Das Autorenpaar Heinz Hellmer und Wolf Petersen hatte dazu einen deutschen Text mit dem leicht abgewandelten Titel Wini-Wini geschrieben. Der Text ist ein Loblied auf den neu entdeckten Modetanz Tamouré: „Tamouré, der Tanz ist mehr als nur ein Spiel … Tamouré, wenn tausend Zaubersterne glüh'n, dann klingen Liebesmelodien.“ Deutschlands größte Schallplattenfirma Polydor veröffentlichte das Lied mit den Tahiti-Tamourés im Februar 1963 auf der Single Nr. 24991. Laut Meisel verkaufte sich die Single über 350.000 Mal in Deutschland.
Am 2. März 1963 erschien der Titel Wini-Wini zum ersten Mal in der Hitliste Top 50 der deutschen Musikzeitschrift Musikmarkt. Nach drei Wochen hatte der Song bereits die Top 10 erreicht und stand am 4. Mai an der Spitze der Top 50. Dort hielten sich die Tahiti-Tamourés vier Wochen, insgesamt notierte der Musikmarkt Wini-Wini 25 Wochen lang. Am 28. Mai stand Wini-Wini erstmals in der Schlagerauswertung Musicbox der Jugendzeitschrift Bravo an der Spitze und konnte diese für zwei Wochen behaupten. Der Titel war 13 Wochen lang in der Bravo-Musicbox vertreten.

## Coverversionen
Auch die in Deutschland agierende Plattenfirma Decca hatte sich die Rechte an Wini-Wini gesichert und brachte das Lied ebenfalls im Februar 1963 auf einer Single mit Wyn Hoop auf den Markt. Wyn Hoop erreichte mit seiner Version nicht die Hitparaden, ebenso wenig wie die weiteren deutschen Coverversionen mit den Hawaiian Hulas (Ariola) und den Waikiki-Tamourés (Tempo). Auch die DDR-Plattenfirma Amiga erwarb eine Lizenz für Wini-Wini und veröffentlichte den Song mit der schwedischen Sängerin Jane Swärd. In Schweden selbst kam Wini-Wini mit dem Duo Tina & Marina heraus, den Text hatte Stig Rossner geschrieben, der unter anderem auch für Anita Lindblom und Wenche Myhre getextet hat. Ein italienischer Text stammt von Vito Pallavicini (Monsieur, Azzurro), er wurde mit Betty Curtis veröffentlicht. In den Niederlanden brachte Fontana eine Single in holländischer Sprache mit Ria Valk heraus. Als Instrumentalversion schaffte es Wini-Wini unter dem Titel Tamure’ mit dem Orchester Bill Justis auch bis in die USA. Alle genannten Singles wurden 1963 veröffentlicht. Der ursprüngliche Songwriter Yves Roche wurde auf keinem der Plattenetiketten erwähnt. Erst als die deutsche Partyband Babaloo 1983 einen späten Nachzieher von Wini-Wini veröffentlichte, erschien auf dem Single-Etikett der Name des wahren Autors. Eine Cover-Version sang Ernst Neger (Ariola) erstmals 1975 auf der Mainzer Fastnacht, nach seinem Tod auch andere Sängergruppen.

## Single-Diskografie
| Interpret           | Label          | veröffentlicht        |
| Die Tahiti-Tamourés | Polydor 24991  | BR Deutschland 2/1963 |
| Wyn Hoop            | Decca 19424    | BR Deutschland 2/1963 |
| Die Hawaiian Hulas  | Ariola 10196   | BR Deutschland 5/1963 |
| Waikiki-Tamourés    | Tempo 890      | BR Deutschland 1963   |
| Jane Swärd          | Amiga 450395   | DDR 1963              |
| Tina & Marina       | Karusell 508   | Schweden 5/1963       |
| Ria Valk            | Fontana 278000 | Niederlande 6/1963    |
| Betty Curtis        | CGD 9464       | Italien 1963          |